# 浅い眠り
「浅い眠り」（あさいねむり）は、1992年7月29日に発売された中島みゆきの28作目のシングル。

## 解説
「浅い眠り」は、中島本人が出演したフジテレビ系ドラマ『親愛なる者へ』の主題歌として使用された。採用のきっかけは、中島のファンだったドラマプロデューサーの大多亮のオファーによって実現した。ドラマの出演に対し中島は「親が産婦人科の医者だったので、不思議な縁だと思いました」「OKの理由は、もののはずみというか、出来心というか、自分でもよく分かりません」とコメントしている。
オリコン集計では、サザンオールスターズの『涙のキッス』に阻まれ、4週連続2位だったものの、中島自身初のミリオンセラーシングルとなった。1992年発売のオリジナルアルバム『EAST ASIA』に収録されたほか、1996年発売のベストアルバム『大吟醸』にも収録されている。
音楽番組の出演は、1992年12月の『FNS歌謡祭』で中島は同番組の初出演を果たした。放送当日は自身の「夜会VOL.4金環蝕」の公演があったため生出演は叶わなかったが、夜会会場のシアターコクーンで収録したコメント映像を寄せ、『FNS歌謡祭』のために収録したという「浅い眠り」のフルバージョンのビデオクリップを初公開した。このビデオクリップは、同年12月31日放送の『FNS大感謝祭』でも放送された。このビデオクリップは、1997年に発売されたビデオクリップ集『FILM of Nakajima Miyuki II』に、正式なビデオクリップとして収録された。
カップリングの「親愛なる者へ」は、1979年のアルバム『親愛なる者へ』に収録された「断崖 -親愛なる者へ-」のリメイク版である。
2022年11月28日にこのシングルは、ヤマハミュージックコミュニケーションズによりデジタル・ダウンロード配信された。

## 収録曲

### 8cmCD
| 全作詞・作曲: 中島みゆき、全編曲: 瀬尾一三。 |                      |            |            |      |
| #                                            | タイトル             | 作詞       | 作曲・編曲 | 時間 |
| 1.                                           | 「浅い眠り」         | 中島みゆき | 中島みゆき | 5:26 |
| 2.                                           | 「親愛なる者へ」     | 中島みゆき | 中島みゆき | 4:36 |
| 3.                                           | 「浅い眠り」(TV MIX) | 中島みゆき | 中島みゆき | 5:24 |
| 合計時間:                                    | 合計時間:            | 15:26      |            |      |

### CT
| 全作詞・作曲: 中島みゆき、全編曲: 瀬尾一三。 |                  |            |            |      |
| #                                            | タイトル         | 作詞       | 作曲・編曲 | 時間 |
| 1.                                           | 「浅い眠り」     | 中島みゆき | 中島みゆき | 5:26 |
| 2.                                           | 「親愛なる者へ」 | 中島みゆき | 中島みゆき | 4:36 |
| 合計時間:                                    | 合計時間:        | 10:02      |            |      |

| 全作曲: 中島みゆき、全編曲: 瀬尾一三。 |                                        |       |            |      |
| #                                      | タイトル                               | 作詞  | 作曲・編曲 | 時間 |
| 1.                                     | 「浅い眠り」(オリジナル・カラオケ)     |       | 中島みゆき | 5:26 |
| 2.                                     | 「親愛なる者へ」(オリジナル・カラオケ) |       | 中島みゆき | 4:36 |
| 合計時間:                              | 合計時間:                              | 10:02 |            |      |

## メディアでの使用
| # | 曲名         | タイアップ                               | 出典  |
| - | ------------ | ---------------------------------------- | ----- |
| 1 | 「浅い眠り」 | フジテレビ系ドラマ『親愛なる者へ』主題歌 | [ 1 ] |
| 1 | 「浅い眠り」 | サーパスシティ CMソング                  |       |

## カバー
| 曲名                                       | アーティスト     | 収録作品                                           | 発売日        | 備考                 |
| ------------------------------------------ | ---------------- | -------------------------------------------------- | ------------- | -------------------- |
| 浅い眠り                                   | 西村由紀江       | 『「親愛なる者へ」オリジナル・サウンド・トラック』 | 1992年8月5日  | インストゥルメンタル |
| 浅い眠り                                   | 工藤静香         | 『MY PRECIOUS -Shizuka sings songs of Miyuki-』    | 2008年8月20日 |                      |
| Restless Slumber（「浅い眠り」の英語Ver.） | エミリー・ヤング | 『中島みゆきトリビュート Yourself...Myself』       | 2003年9月26日 |                      |